# Gorybia montana
Gorybia montana är en skalbaggsart som beskrevs av Martins och Maria Helena M. Galileo 2007. Gorybia montana ingår i släktet Gorybia och familjen långhorningar. Inga underarter finns listade i Catalogue of Life.